# Witness (Modern Life Is War)
Witness è il secondo album della band hardcore Modern Life Is War, pubblicato nel 2005 dalla Deathwish Inc.  Questo è l'ultimo album dove compaiono Chris Honeck al basso e Matt Hoffman alla chitarra.Entrambi hanno successivamente lasciato la band. La copertina è stata ideata dal cantante dei Converge, J. Bannon, e ritrae un'immagine di Main street, Marshall town -la città dello Iowa di cui sono originari i membri della band- scattata nel 1897.
La canzone Martin Hatchet basata sul fumetto Skin di Peter Milligan, racconta le vicende di un giovane skinhead londinese, Martin Atchitson, affetto da anormalità fetale presumibilmente collegato alla talidomide.
Per commemorare il 10º anniversario nel 2015 i MLIW ne hanno ristampato una versione aggiornata.

## Tracce
1. The Outsiders (AKA Hell Is for Heroes Part I) – 3:11
2. Martin Atchet – 2:36
3. John and Jimmy – 1:53
4. Marshalltown – 3:48
5. D.E.A.D.R.A.M.O.N.E.S. – 2:20
6. Young Man on a Spree – 1:35
7. I'm Not Ready – 2:53
8. Young Man Blues – 3:10
9. Hair Raising Accounts of Restless Ghosts (AKA Hell Is for Heroes Part II) – 5:35

1. Late Bloomers (Re-recorded version)
2. Nervous Breakdown (Black Flag cover)

## Formazione
- Jeffrey Eaton - voce
- Matt Hoffman - chitarra
- John Eich - chitarra
- Chris Honeck - basso
- Tyler Oleson - batteria